# Алфредовка
Алфредовка (пољ. Alfredówka) је село у Пољској које се налази у војводству Подкарпатском у повјату Тарнобжеском у општини Нова Деба.
Од 1975. до 1998. године ово насеље се налазило у Тарнобжеском војводству.